# Sciades herzbergii
Sciades herzbergii es una especie de pez de la familia Ariidae en el orden de los Siluriformes.

## Morfología
• Los machos pueden llegar alcanzar los 54 cm de longitud total y 1.500 g de peso.

## Reproducción
Tiene lugar entre septiembre y diciembre: las  hembras ponen 20-30 huevos (que hacen un diámetro de 10 a 12 mm) y son incubados en las bocas de los machos.

## Hábitat
Es un pez demersal y de clima tropical.

## Distribución geográfica
Se encuentran en Sudamérica:  cuencas fluviales y estuarios entre Colombia y Brasil.